# Диверсія (фільм, 1989)
«Диверсія» — радянський художній фільм 1989 року, знятий режисером Ельдаром Кулієвим на кіностудії «Азербайджанфільм».

## Сюжет
Повернувшись з афганської війни молодик не може змиритися з несправедливістю та байдужістю.

## У ролях
- Ельхан Джафаров — головна роль
- Арзу Оджагвердієв — головна роль
- Рита Амірбекова — головна роль
- Яшар Нурі — роль другого плану
- Відаді Гасанов — роль другого плану
- Расім Балаєв — роль другого плану
- Азад Салаєв — роль другого плану
- Мамед Вердієв — роль другого плану
- Кямаля Нагієва — роль другого плану
- Гасан Мамедов — Мамедов
- Алі Кулієв — роль другого плану
- Сафура Ібрагімова — роль другого плану
- Михайло Мамедов — роль другого плану
- Відаді Алієв — міліціонер
- Ельміра Асланова — роль другого плану
- Бахтіяр Керімов — роль другого плану
- Алі Самедов — роль другого плану
- Тавеккюль Ісмаїлов — роль другого плану
- Саїда Кулієва — роль другого плану
- Микола Гусєв — роль другого плану

## Знімальна група
- Режисер — Ельдар Кулієв
- Сценаристи — Ельдар Кулієв, Раміз Фаталієв
- Оператор — Багір Рафієв
- Композитор — Муслім Магомаєв
- Художник — Кяміль Наджафзаде